# Go-Nara
Go-Nara (後奈良天皇 Go-Nara-tennō; 26 gennaio 1497 – 27 settembre 1557) è stato il 105º imperatore del Giappone secondo il tradizionale ordine di successione.

## Biografia
Regnò dal 9 giugno 1526 fino al 27 settembre 1557. Figlio dell'imperatore Go-Kashiwabara e di Fujiwara Fujiko (藤原藤子)
Ebbe varie compagne fra cui Madenokōji (Fujiwara) Eiko (万里小路（藤原）栄子), la coppia ebbe diversi figli, i più noti sono:
- Michihito (方仁親王) (che diventerà l'imperatore Ōgimachi)
- Eiju (永寿女王)